# Albert von Riccabona
Albert von Riccabona (* 14. November 1907 in Hall; † 20. November 1980 in Wien) war ein österreichischer Mediziner und Hochschullehrer, der sich auf Hals-Nasen-Ohren-Heilkunde spezialisiert hatte.

## Leben
Er kam als Sohn von Rudolf von Riccabona in der Tiroler Stadt Hall zur Welt. Das Medizinstudium schloss er 1934 ab und wurde zum Dr. med. promoviert.
Von Riccabona leitete über viele Jahre die HNO-Abteilung des städtischen Krankenhauses Lainz in Wien und war darüber hinaus ab dem 11. Dezember 1957 Dozent für Hals-, Nasen- und Ohrenheilkunde an der medizinischen Fakultät der Universität Wien. Er ging 1974 in den Ruhestand und starb 1980 wenige Tage nach seinem 73. Geburtstag.

## Publikationen (Auswahl)
- Angeborenes Cholesteatom. In: Monatsschrift für Ohrenheilkunde. Band 81, 1947, Seiten 304–312.
- mit W. Peschke: Ein Beitrag zur Behandlung der chronischen Pharyngitis. In: Wiener klinische Wochenschrift. Band 65, 1953, Seiten 428–431.
- Siebbeinoperation und allergische Rhinitis. In: Monatsschrift für Ohrenheilkunde. Band 88, № 3, 1954, Seiten 200–206.
- Erfahrungen mit der Kieferhöhlenendoskopie. In: Archiv für Ohren-, Nasen- und Kehlkopfheilkunde. Band 167, 1955, Seiten 359–366.
- mit Karl Wasserburger: Zur Therapie des Zungengrundkarcinoms. In: Wiener klinische Wochenschrift. Band 67, № 5, 1955, Seiten 90–92.
- mit Alexander Isaak Cemach: Hochfrequenzchirurgie (chirurgische Diathermie). In: Wiener Beiträge zur Hals-, Nasen- und Ohrenheilkunde. Band 5, 1955, Seiten 147–164.
- mit Alois Jezek: Ganglionblockade und Vestibularisprüfung. In: Zeitschrift für Laryngologie, Rhinologie, Otologie und ihre Grenzgebiete. Band 35, № 1, 1956, Seiten 60–71.
- mit Alois Jezek: Über die Unlustzone, deren Abgrenzung zur Schmerzgrenze und die Abhängigkeit vom vegetativen Tonus. In: Archiv für Ohren-, Nasen- und Kehlkopfheilkunde. Band 174, 1959, Seiten 70–76.
- mit Karl Wasserburger: Erfahrungen der Klinik und der Radiumbehandlung des Epipharynx-Carzinoms. In: Archiv für Ohren-, Nasen- und Kehlkopfheilkunde. Band 175, 1959, Seiten 244–250.
- Zur Frage der Entstehung und des Verschlusses von Pharynxfisteln. In: Archiv für Ohren-, Nasen- und Kehlkopfheilkunde. Band 180, 1962, Seiten 666–669.
- Zur Indikationsstellung der Hypophysenoperation nach Hirsch. In: Wiener klinische Wochenschrift. Band 75, 1963, Seite 390.
- Über die Ergebnisse der Antisepton-Therapie. In: Wiener Medizinische Wochenschrift. Band 116, № 50, 1966, Seiten 1110–1112.
- Spätergebnisse augedehnter kindlicher Papillomatose des Larynx. In: Internationale Zeitschrift für Hals-, Nasen-, Ohrenheilkunde. Band 28, 1966, Seite 344.
- Eine einfache Hörsimulationsprüfung. In: Monatsschrift für Ohrenheilkunde und Laryngo-Rhinologie. Band 103, 1969, Seiten 193–195.